# Семейная хроника (мультфильм)
«Семейная хроника». Сказка для взрослых — советский рисованный мультипликационный фильм 1961 года. Фильм создал режиссёр Леонид Амальрик, не раз возвращавшийся к сатирическому жанру.

## Сюжет
Сатирическая сказка для взрослых про беспричинные семейные ссоры.
Познакомились кот и кошка на крыше, возле трубы. Понравились друг другу и решили пожениться.
Собрались на свадьбу гости и соседи. Фотографом сделан свадебный портрет в рамке. Подарки, поздравления, песни и танцы…
Щедрое и весёлое застолье закончилось. Наступили семейные будни, а с ними первые непонимания, ссоры и обиды — оказалось, что причиной этого может стать свадебный портрет, а именно, споры о том, где он должен стоять. Из-за размолвки молодожёны ночевали порознь. А утром кошка не нашла кота и ревнивая фантазия повела её на крышу, где, как она подозревала, супруг мог уйти к другой кошке.
Ничего не подозревающий кот на самом деле возвратился с добычей с охоты на мышей. Не обнаружив жены, он также предположил её измену на крыше с другим котом. Обоюдная встреча на крыше, превратившаяся в драку, закончилась выяснением отношений и неожиданным примирением.
Ясно всем, что не ребятам сказка здесь сочинена —

Людям взрослым и женатым посвящается она.

Эта шутка — в назиданье и для тех людей в укор,

Кто находит основанье для пустых семейных ссор!

## Создатели
| Автор сценария            | Сергей Михалков |
| Режиссёр                  | Леонид Амальрик |
| Художники-постановщики    | Надежда Привалова, Татьяна Сазонова |
| Композитор                | Никита Богословский |
| Оператор                  | Михаил Друян |
| Звукооператор             | Николай Прилуцкий |
| Редактор                  | Борис Воронов |
| Ассистенты                | Г. Андреева, М. Русанова, Н. Наяшкова |
| Художники-мультипликаторы | Фёдор Хитрук, Виктор Шевков, Владимир Пекарь, Иван Давыдов, Борис Бутаков, Рената Миренкова, Елена Хлудова, Владимир Попов, Александр Беляков, Татьяна Таранович                                                                |
| Художники-декораторы      | Елена Танненберг, Галина Невзорова |
| Роли озвучивали           | Наталья Красина — кошка Владимир Шишкин — кот Елена Понсова — утка Григорий Ярон — рассказчик Эраст Гарин — пудель-фотограф Георгий Милляр — баран Георгий Вицин — петух / козёл Юрий Хржановский — гусь Степан Бубнов — Свинья |